# Михайлюки
Михайлюки́ — село в Україні, у Новоайдарській селищній громаді Щастинського району Луганської області. Населення становить 458 осіб.

## Населення
За даними перепису 2001 року населення села становило 458 осіб, з них 85,37 % зазначили рідною українську мову, 13,97 % — російську, а 0,66 — іншу.

## Інфраструктура
На території села працює Михайлюківська ЗОШ I-III ступенів, будинок культури, фітнес-зал, кафе «Альянс», продовольчий та будівельний магазини, будується парк для відпочинку.[джерело?]